# Annie Mikpiga
Annie Mikpiga née en 1900 et morte en 1984 est une artiste inuite du Nunavik, au Québec. Ses estampes se retrouvent dans plusieurs collections publiques et musées au Canada.

## Biographie
Mikpiga est née en 1900 à Akua, près de Puvirnituq au Nunavik. Elle y vécut jusqu'à sa mort en 1984.
Mikpiga est reconnue comme l'une des premières artistes inuites à expérimenter la gravure, Des années 1960 au début des années 1970, elle réalise une soixantaine de pièces taillées dans la pierre. Ses œuvres font partie des collections du Musée des beaux-arts du Canada, du Musée canadien de l'histoire,  de la Winnipeg Art Gallery,  du Musée national des beaux-arts du Québec et du Musée de la civilisation.